# Horacio Hernández
Horacio "El Negro" Hernández (Havana, 24 april 1963) is een drummer en percussionist uit Cuba.
Horacio Hernández, bijgenaamd "El Negro", is internationaal bekend geworden als drummer van de pianist Gonzalo Rubalcaba en diens band Proyecto. Zijn stijl wordt gekenmerkt door de verzorgde techniek en veelzijdigheid ervan. Bovendien is in zijn spel de diversiteit van de wortels van de Cubaanse muziek goed te horen.
Nadat hij in 1990 Cuba had verlaten, heeft hij buiten Cuba roem vergaard, onder andere door pop-, rock-, maar vooral ook jazz- en latin-jazzoptredens in de Verenigde Staten. Ook was zijn drumwerk te horen op albums van onder andere Roy Hargrove ("Havana" (1997)), Carlos Santana ("Supernatural" (1999)), Alejandro Sanz ("No es lo mismo" (2003)) en Eddie Palmieri ("Listen Here" (2005)), die deze allemaal bekroond zagen met een Grammy Award. Hij zelf verdiende samen met Michel Camilo en Charles Flores ook een Grammy Award, voor het in 2001 uitgebrachte latin-jazzalbum "Live at the Blue Note".
"El Negro" startte daarnaast een eigen bandproject, Italuba, waarvan de naam een kruising is van de landen Italië, waar de band ontstond, en Cuba, het geboorteland van de artiesten uit de band.